# Hoplandrothrips costano
Hoplandrothrips costano är en insektsart som beskrevs av Ian A. Hood 1942. Hoplandrothrips costano ingår i släktet Hoplandrothrips och familjen rörtripsar. Inga underarter finns listade i Catalogue of Life.